# Запис Стевановића храст 1920 (Баћевац)
Запис Стевановића храст 1920 (Баћевац) се налази на парцели чији је власник Стевановић Зоран.

## Локација
| Општина             | Барајево                                             |
| Катастарска општина | Баћевац                                              |
| Потес               | Београдског батаљона                                 |
| Координате          | 44° 34′ 45″ С; 20° 22′ 08″ И / 44.5792° С; 20.369° И |
| Надморска висина    | 207m                                                 |

## Карактеристике
Дендрометријске вредности утврђене на терену и сателитским снимцима:
| Стабло                     | Храст |
| Висина стабла              | m     |
| Обим дебла                 | m     |
| Пречник крошње             | 22m   |
| Пречник дебла              | m     |
| Висина дебла до прве гране | m     |

## База записа
Запис је у оквиру Викимедија пројекта "Запис - Свето дрво" заведен под редним бројем 0996.